# Mathew Beard
Mathew Beard (Norfolk, 9 luglio 1870 – Florida, 16 febbraio 1985) è stato un presunto supercentenario statunitense che, in base a delle verifiche effettuate nel 2013, avrebbe detenuto il record di persona più longeva di tutti i tempi dal 1983 al 13 marzo 1986, quando Augusta Holtz superò la sua età finale.

## Biografia
Beard nacque a Norfolk, in Virginia, il 9 luglio 1870. Si trasferì in Missouri con la propria famiglia all'età di tre anni, dove successivamente lavorò come falegname. Beard si trasferì a 17 anni in Florida per un breve periodo nel quale lavorò come ferroviere. Al censimento del 1913, risultava che Beard svolgesse la professione di muratore. Si sposò nel 1919 e da sua moglie ebbe 12 figli; sia la moglie che 4 dei suoi figli risultavano deceduti prima del 1977. Beard affermò di aver costruito la propria casa con le proprie mani all'età di 103 anni, contando solo sull'aiuto di un nipote.
Predicatore e veterano della guerra ispano-americana, Beard era anche massone ed elogiava il Ku Klux Klan per scherzo, essendo nero.
Al momento della sua morte, all'età di 114 anni e 222 giorni, Mathew Beard era la prima persona al mondo la cui età sia tuttora convalidata ad aver raggiunto i 114 anni, nonostante all'epoca risultasse ancora accreditato il caso di Shigechiyo Izumi, screditato dal Gerontology Research Group molti anni più tardi. Augusta Holtz, nel 1986, superò comunque il primato di Beard e compì successivamente i 115 anni, prima persona nella storia a riuscirci.
Beard risulterebbe tuttora la quarta persona di sesso maschile più longeva di sempre al mondo (se la sua età fosse valida), dopo il 116enne Jiroemon Kimura e i 115enni Christian Mortensen ed Emiliano Mercado del Toro. Le date di nascita e di morte di Beard sono state ufficialmente riconosciute dal Gerontology Research Group nell'agosto 2013.

## Incertezza sull'età
L'età finale di 114 anni e 222 giorni di Beard fu ritenuta indubbia fino al marzo 2023, quando l'associazione LongeviQuest, in seguito a ulteriori indagini, sostenne che le precedenti verifiche fossero state imprecise; secondo alcune fonti rinvenute, infatti, Beard sarebbe nato nell'ottobre del 1886 e sarebbe quindi deceduto all'età di 98 anni; lo stesso Gerontology Research Group, alcuni mesi dopo, invalidò il caso di Mathew Beard, sostenendo che l'età effettivamente raggiunta dall'uomo fosse probabilmente inferiore a quella inizialmente validata, ma non la si potesse stabilire con precisione.